# اسکار ارباس
اسکار ارباس (انگلیسی: Óscar Arribas؛ زادهٔ ۲۲ اکتبر ۱۹۹۸) بازیکن فوتبال اهل اسپانیا است.
از باشگاه‌هایی که در آن بازی کرده‌است می‌توان به باشگاه فوتبال آلکورکون اشاره کرد.